# تاكاشي إينوي
تاكاشي إينوي (مواليد 2 يونيو 1988 في أوميهاتشيمان، شيغا - اليابان) لاعب كرة قدم ياباني يلعب حاليًا لصالح نادي الدرجة الأولى ريال بيتيس الإسباني في مركز الجناح الأيسر.

## روابط خارجية
- تاكاشي إينوي على موقع الاتحاد الدولي (مؤرشف)  (الإنجليزية)
- تاكاشي إينوي على موقع رابطة كرة القدم اليابانية للمحترفين (اليابانية)
- تاكاشي إينوي على موقع قاعدة بيانات كرة القدم.إي يو (الإنجليزية)
- تاكاشي إينوي على موقع بيانات كرة القدم. دي إي (الألمانية)
- تاكاشي إينوي على موقع ناشيونال فوتبول تيمز (الإنجليزية)
- تاكاشي إينوي على موقع Soccerbase.com (لاعب) (الإنجليزية)
- تاكاشي إينوي على موقع Soccerway.com (الإنجليزية)
- تاكاشي إينوي على موقع عالم كرة القدم.نت (الإنجليزية)
- تاكاشي إينوي على موقع كووورة
- تاكاشي إينوي على موقع AS.com (الإسبانية)